# Parapilinurgus masumotoi
Parapilinurgus masumotoi är en skalbaggsart som beskrevs av Shuhei Nomura 1977. Parapilinurgus masumotoi ingår i släktet Parapilinurgus och familjen Cetoniidae. Inga underarter finns listade i Catalogue of Life.